# Liste der denkmalgeschützten Objekte in Milavče
Grundlage dieser Liste der denkmalgeschützten Objekte in Milavče ist die ÚSKP-Liste (Ústřední seznam kulturních památek České republiky, deutsch Zentrale Liste der Kulturdenkmäler der Tschechischen Republik), die von der tschechischen Denkmalschutzbehörde NPÚ (Národní památkový ústav, deutsch Nationale Denkmalbehörde) seit 1987 geführt wird und an die seit dem Jahr 1850 geschaffenen Listen anschließt.

## Denkmalgeschützte Objekte nach Ortsteilen

### Milavče
| Lage                                                                 | Objekt                                           | Beschreibung                           | ÚSKP-Nr.                  | Bild           |
| -------------------------------------------------------------------- | ------------------------------------------------ | -------------------------------------- | ------------------------- | -------------- |
| Milavče, nordwestlich der Ortsmitte (Standort)                       | Grabhügel                                        | Begräbnisstätte, archäologische Spuren | 18793/4-4033 Info Katalog | BW             |
| Milavče, Dorfplatz, südlich der Ortsmitte (Standort)                 | Kirche Heiliger Adalbert (tschechisch: Vojtěch)  |                                        | 46692/4-2143 Info Katalog | weitere Bilder |
| Milavče, südöstlich der Ortsmitte, neben der Schule (Standort)       | Kapelle Heiliger Adalbert (tschechisch: Vojtěch) |                                        | 23531/4-2144 Info Katalog | BW             |
| Milavče, südöstlich der Ortsmitte, südlich des Dorfteichs (Standort) | Alte Schule                                      |                                        | 25179/4-2145 Info Katalog | Alte Schule    |

### Radonice
| Lage                                                   | Objekt   | Beschreibung | ÚSKP-Nr.                  | Bild |
| ------------------------------------------------------ | -------- | ------------ | ------------------------- | ---- |
| Radonice 24, südlich der Ortsmitte (Standort)          | Landhaus |              | 15563/4-2198 Info Katalog | BW   |
| Radonice 9, Ortsmitte, gegenüber der Kirche (Standort) | Landhaus |              | 25037/4-2196 Info Katalog | BW   |